# Ibrahim Juma
Ibrahim Juma (Kampala, 1º ottobre 1983) è un ex calciatore ugandese, di ruolo centrocampista.

## Carriera

### Club
Inizia a tirare i primi calci a un pallone con la casacca del Cray Wanderers, società inglese militante nella Isthmian League. Nel 2009, fa ritorno in patria firmando un contratto con il Bunamwaya. Nel 2010, si trasferisce in Vietnam allo Xuân Thành, dove rimane per due stagioni (2010 e 2011). All'inizio del 2012, si trasferisce in un'altra società vietnamita, il Thanh Hóa. Nello stesso anno, ritorna in Uganda, dove giocherà con Victoria University, Vipers, Express e Kampala City.

### Nazionale
Con la nazionale ugandese ha giocato 17 partite tra il 2010 e il 2019.

## Statistiche

### Cronologia presenze e reti in nazionale
| Cronologia completa delle presenze e delle reti in nazionale ― Uganda | Cronologia completa delle presenze e delle reti in nazionale ― Uganda | Cronologia completa delle presenze e delle reti in nazionale ― Uganda | Cronologia completa delle presenze e delle reti in nazionale ― Uganda | Cronologia completa delle presenze e delle reti in nazionale ― Uganda | Cronologia completa delle presenze e delle reti in nazionale ― Uganda | Cronologia completa delle presenze e delle reti in nazionale ― Uganda | Cronologia completa delle presenze e delle reti in nazionale ― Uganda |
| Data                                                                  | Città                                                                 | In casa                                                               | Risultato                                                             | Ospiti                                                                | Competizione                                                          | Reti                                                                  | Note                                                                  |
| --------------------------------------------------------------------- | --------------------------------------------------------------------- | --------------------------------------------------------------------- | --------------------------------------------------------------------- | --------------------------------------------------------------------- | --------------------------------------------------------------------- | --------------------------------------------------------------------- | --------------------------------------------------------------------- |
| 3-3-2010                                                              | Mwanza                                                                | Tanzania                                                              | 2 – 3                                                                 | Uganda                                                                | Amichevole                                                            | 1                                                                     |                                                                       |
| 8-12-2010                                                             | Dar es Salaam                                                         | Uganda                                                                | 2 – 2 dts (5 - 3 dtr)                                                 | Zanzibar                                                              | Coppa CECAFA 2010 - Ottavi di finale                                  | -                                                                     | ?’                                                                    |
| 12-12-2010                                                            | Dar es Salaam                                                         | Etiopia                                                               | 3 – 4                                                                 | Uganda                                                                | Coppa CECAFA 2010 - Finale 3º posto                                   | -                                                                     | ?’                                                                    |
| 5-1-2011                                                              | Il Cairo                                                              | Uganda                                                                | 3 – 1                                                                 | Burundi                                                               | Amichevole                                                            | -                                                                     | ?’                                                                    |
| 8-1-2011                                                              | Il Cairo                                                              | Egitto                                                                | 1 – 0                                                                 | Uganda                                                                | Amichevole                                                            | -                                                                     | 63’                                                                   |
| 17-1-2011                                                             | Il Cairo                                                              | Egitto                                                                | 3 – 1                                                                 | Uganda                                                                | Amichevole                                                            | -                                                                     | 58’                                                                   |
| 29-3-2012                                                             | Khartum                                                               | Egitto                                                                | 2 – 1                                                                 | Uganda                                                                | Amichevole                                                            | -                                                                     |                                                                       |
| 8-12-2017                                                             | Kakamega                                                              | Uganda                                                                | 5 – 1                                                                 | Sudan del Sud                                                         | Coppa CECAFA 2017 - 1º turno                                          | -                                                                     |                                                                       |
| 10-12-2017                                                            | Kakamega                                                              | Etiopia                                                               | 1 – 1                                                                 | Uganda                                                                | Coppa CECAFA 2017 - 1º turno                                          | -                                                                     | 29’                                                                   |
| 17-12-2017                                                            | Machakos                                                              | Burundi                                                               | 1 – 2                                                                 | Uganda                                                                | Coppa CECAFA 2017 - Finale 3º posto                                   | 2                                                                     |                                                                       |
| 14-1-2018                                                             | Marrakech                                                             | Zambia                                                                | 3 – 1                                                                 | Uganda                                                                | Campionato delle Nazioni Africane 2018 - 1º turno                     | -                                                                     | 71’                                                                   |
| 18-1-2018                                                             | Marrakech                                                             | Uganda                                                                | 0 – 1                                                                 | Namibia                                                               | Campionato delle Nazioni Africane 2018 - 1º turno                     | -                                                                     | 56’                                                                   |
| 22-1-2018                                                             | Marrakech                                                             | Uganda                                                                | 0 – 0                                                                 | Costa d'Avorio                                                        | Campionato delle Nazioni Africane 2018 - 1º turno                     | -                                                                     |                                                                       |
| 13-10-2018                                                            | Kampala                                                               | Uganda                                                                | 3 – 0                                                                 | Lesotho                                                               | Qual. Coppa d'Africa 2019                                             | -                                                                     | 59’                                                                   |
| 20-11-2018                                                            | Asaba                                                                 | Nigeria                                                               | 0 – 0                                                                 | Uganda                                                                | Amichevole                                                            | -                                                                     | 71’                                                                   |
| 9-6-2019                                                              | Abu Dhabi                                                             | Uganda                                                                | 0 – 0                                                                 | Turkmenistan                                                          | Amichevole                                                            | -                                                                     | 82’                                                                   |
| 3-8-2019                                                              | Kampala                                                               | Uganda                                                                | 4 – 1                                                                 | Somalia                                                               | Qual. Campionato delle Nazioni Africane 2020                          | -                                                                     |                                                                       |
| Totale                                                                |                                                                       | Presenze                                                              | 17                                                                    |                                                                       | Reti                                                                  | 3                                                                     |                                                                       |